# 普魯特條約
普魯特條約（Treaty of the Pruth），是奧斯曼帝國與俄羅斯沙皇國於1711年7月11日簽訂於普魯特河的和約，終止第三次俄土戰爭，這是奧斯曼帝國政治上的勝利。
條約規定普魯特河回歸奧斯曼帝國，塔甘羅格等各堡壘拆除，條約簽訂後俄羅斯把注意力轉向波蘭立陶宛事務。